# Stretch (rapero)
Randy Walker (8 de abril de 1968 — 30 de noviembre de 1995), más conocido como Stretch, fue un rapero y productor musical estadounidense de Nueva York. Apareció en la película Who's the Man? y contribuyó en la banda sonora del filme Above the Rim, pero es más conocido por su cercana afiliación con Tupac Shakur durante principios de los 90, y fue parte del grupo de rap Live Squad.

## Fallecimiento
El 30 de noviembre de 1995, Stretch fue asesinado en Queens, justo un año después del primer tiroteo a Tupac. Este sospechó de la participación de Stretch en su intento de asesinato.

## Discografía
| Año  | Canción                     | Artista(s)                                          | Álbum                         |
| ---- | --------------------------- | --------------------------------------------------- | ----------------------------- |
| 1991 | "Family of the Underground" | Digital Underground                                 | Sons of the P                 |
| 1991 | "Crooked Ass Nigga"         | 2Pac                                                | 2Pacalypse Now                |
| 1991 | "Tha' Lunatic"              | 2Pac                                                | 2Pacalypse Now                |
| 1993 | "Strugglin'"                | 2Pac                                                | Strictly 4 My N.I.G.G.A.Z.    |
| 1993 | "5 Deadly Venomz"           | 2Pac, Treach & Apache                               | Strictly 4 My N.I.G.G.A.Z.    |
| 1994 | "Stay True"                 | Thug Life                                           | Thug Life: Volume 1           |
| 1994 | "Under Pressure"            | Thug Life                                           | Thug Life: Volume 1           |
| 1994 | "Pain"                      | 2Pac                                                | Above the Rim (banda sonora)  |
| 1994 | "Runnin' (From tha Police)" | The Notorious B.I.G., 2Pac, Dramacydal, Buju Banton | One Million Strong            |
| 1997 | "Hellrazor"                 | 2Pac, Val Young                                     | R U Still Down? (Remember Me) |
| 1998 | "God Bless the Dead"        | 2Pac                                                | Greatest Hits                 |

- Datos: Q5640221